# Franco Vivas
Franco Vivas (Buenos Aires, Argentina, 25 de abril de 1997) es un futbolista argentino. Juega como delantero y su equipo actual es Ferro Carril Oeste de la Primera B Nacional de Argentina.

## Trayectoria
Realizó divisiones inferiores en Club Atlético Banfield, sin embargo no llegó a debutar en el equipo principal solo alternó en el equipo B.
El 1 de septiembre Pro Vercelli, realiza la compra total de Franco Vivas.

## Clubes
| Club              | País      | Año           |
| ----------------- | --------- | ------------- |
| Banfield B        | Argentina | 2016 - 2017   |
| Pro Vercelli      | Italia    | 2017 -2018    |
| San Luis          | Chile     | 2018          |
| Union Huaral      | Perú      | 2019          |
| Ferrocarril Oeste | Argentina | 2020-presente |